# Lissabonkonventionen
Lissabonkonventionen, officielt Konventionen om anerkendelse af kvalifikationer inden for de videregående uddannelser i Europaregionen, er en international aftale, som blev vedtaget den 11. april 1997 i Lissabon af Europarådet og UNESCO. Konventionen trådte i kraft den 1. februar 1999 og har 54 deltagerstater (september 2020): alle Europarådets medlemmer med undtagelse af Monaco og Grækenland, samt Canada, Australien, Den Hellige Stol, Hviderusland, Israel, Kasakhstan, Kirgisistan, New Zealand og Tadsjikistan). Danmark underskrev konventionen i 1997 og ratificerede den i 2003.

## Formål og principper
Lissabonkonventionen skal lette den gensidige anerkendelse af adgangsgivende eksaminer, studieperioder og eksamensbeviser inden for videregående uddannelse.
Konventionen bygger på to overordnede principper:
1. Enhver ansøger skal have behørig adgang til at få foretaget en vurdering af sin udenlandske uddannelse. Ansøgninger skal behandles retfærdigt, uden diskrimination og på rimelig tid.
2. En udenlandsk uddannelseskvalifikation skal anerkendes, medmindre der kan påvises væsentlige forskelle mellem den udenlandske kvalifikation og den tilsvarende i værtslandet. Det er den uddannelsesinstitution eller anden myndighed, der træffer afgørelsen om anerkendelse, der i givet fald skal påvise, at der er væsentlige forskelle.

Konventionen gælder både anerkendelse af eksaminer som generelt adgangsgivende til videregående uddannelse, anerkendelse af studieperioder med henblik på merit og anerkendelse af afsluttede videregående uddannelser.

## Organer
To organer skal i henhold til konventionen føre tilsyn med, tilskynde til og lette konventionens gennemførelse: Komiteen for Lissabonkonventionen og ENIC-netværket:
- Komiteen for Lissabonkonventionen kan ved flertalsbeslutning vedtage henstillinger, erklæringer, protokoller og modeller for god praksis, for at vejlede de kompetente myndigheder i deltagerlandene. Komiteen rådfører sig med ENIC-netværket.
- ENIC-netværket, det europæiske netværk af nationale informationscentre om akademisk mobilitet og anerkendelse, har til opgave at understøtte de nationale myndigheder i den praktiske udmøntning af konventionen. Uddannelses- og Forskningsstyrelsen er det danske ENIC-kontor.[1]

## Støttedokumenter
Som opfølgning på Lissabonkonventionen har Komiteen for Lissabonkonventionen vedtaget en række støttedokumenter, heriblandt Henstillingen om kriterier og procedurer for vurdering af udenlandske kvalifikationer og studieperioder fra 2001 (revideret i 2010).
Henstillingen uddyber Lissabonkonventionens princip om, at en udenlandsk uddannelseskvalifikation skal anerkendes på linje med en kvalifikation i værtslandet, medmindre der kan påvises væsentlige forskelle. Det præciseres, hvad der bør opfattes som "væsentlige forskelle", og betones, at man så vidt muligt bør se mere på, hvilket læringsudbytte og hvilken adgang til yderligere aktiviteter uddannelserne giver, end på deres længde og opbygning.
En detaljeret europæisk håndbog, ”European Area of Recognition Manual”, er udarbejdet på grundlag af henstillingen om kriterier og procedurer.
Andre støttedokumenter fokuserer på bl.a. anerkendelse af internationale studentereksaminer, fællesgrader (grader, der udbydes i fællesskab af institutioner fra forskellige lande) og transnational uddannelse (uddannelse, der gennemføres uden for den bevisudstedende uddannelsesinstitutions land eller uden tilknytning til et lands uddannelsessystem).

## Bolognaprocessen
Lissabonkonventionen er et vigtigt redskab for Bolognaprocessen, som sigter mod at skabe et Europæisk Område for Videregående Uddannelse. Bologna-ministerkonferencen i Bergen i 2005 udtrykte sin støtte til Lissabonkonventionens støttedokumenter, herunder Henstillingen om procedurer og kriterier.
Ministerkonferencen i Bukarest i 2012 bekræftede, at rimelig akademisk og professionel anerkendelse er et centralt anliggende for det Europæiske Område for Videregående Uddannelse, og forpligtede sig til at gennemgå deres nationale lovgivning for at sikre, at den er i overensstemmelse med Lissabon-konventionen. Deltagerne var ifølge mødets kommuniké "besluttede på at fjerne de resterende hindringer for effektiv og korrekt anerkendelse og villige til at arbejde sammen i retning af automatisk anerkendelse af sammenlignelige akademiske grader, på basis af redskaberne i Bologna-rammen, som et langsigtet mål for EHEA".

## Historisk baggrund
Studerendes mulighed for at uddanne sig i udlandet er blevet anset for en væsentligt led i det europæiske samarbejde siden stiftelsen af Europarådet i 1949. Inden for rammerne af Europarådet og UNESCO blev der udarbejdet en række internationale traktater på dette område. Begyndende med retten til uddannelse efter artikel 2 i den første protokol af 1952 til den Europæiske Menneskerettighedskonvention kom Den europæiske konvention om ligestilling af eksaminer, der giver adgang til universitetsstudier (1953, ETS nr. 15) og det dertil hørende protokollat (1964, ETS nr. 49), Den europæiske konvention om ligestilling af studieperioder ved universiteter (1956, ETS nr. 21), Den europæiske konvention om akademisk anerkendelse af universitetsgrader (1959, ETS nr. 32), Konvention om anerkendelse af studier, diplomer og grader inden for de videregående uddannelser i de stater, der tilhører Europaregionen (1979) og Den europæiske konvention om gensidig anerkendelse af studieperioder (1990, ETS nr. 138).
I 1990’erne gik Europarådet og UNESCO sammen om at udvikle en ny konvention, som skulle erstatte alle de tidligere konventioner og ajourføre de internationale retlige rammer for anerkendelse. Det førte til vedtagelsen af Lissabonkonventionen i 1997.

## Eksterne kilder og henvisninger

### På dansk
- Lissabonkonventionen om anerkendelse – Uddannelses- og Forskningsministeriet
- Bologna-processen og anerkendelse – Uddannelses- og Forskningsministeriet

### På engelsk
- Legal framework and background – ENIC/NARIC networks
- Lisbon Recognition Convention – Council of Europe Arkiveret 22. september 2015 hos  Wayback Machine
- List of signatory states – Council of Europe Arkiveret 4. maj 2014 hos  Wayback Machine